# Теранова Сапо Минулио
Теранова Сапо Минулио (итал. Terranova Sappo Minulio) је насеље у Италији у округу Ређо ди Калабрија, региону Калабрија.
Према процени из 2011. у насељу је живело 433 становника. Насеље се налази на надморској висини од 250 м.

## Становништво
Према резултатима пописа становништва 2011. у општини је живело 549 становника.
| 1931. | 1936. | 1951. | 1961. | 1971. | 1981. | 1991. | 2001. | 2011. |
| ----- | ----- | ----- | ----- | ----- | ----- | ----- | ----- | ----- |
| 1.489 | 1.578 | 1.285 | 1.039 | 751   | 668   | 545   | 537   | 549   |